# سيلاس شاندلير
سيلاس شاندلير (بالإنجليزية: Silas Chandler)‏ هو نجار أمريكي، ولد في 1838 في فرجينيا في الولايات المتحدة، وتوفي في سبتمبر 1919.